# Les Rivières
Les Rivières – jedna z sześciu dzielnic miasta Québec. Jej nazwa (z fr. „rzeki”) nawiązuje do trzech przepływających przez nią rzek - Saint-Charles, Rivière du Berger i Lorette.

## Poddzielnice
Les Rivières jest podzielone na 3 poddzielnice:
- Vanier
- Neufchâtel-Est–Lebourgneuf
- Duberger–Les Saules